# 1898年のメジャーリーグベースボール
以下は、メジャーリーグベースボール（MLB）における1898年のできごとを記す。
ボストン・ビーンイーターズ(後のブレーブス)が2年連続8度目の優勝。ビーンイーターズは1891～1893年、そして1897年に続く連覇となった。
1897年のメジャーリーグベースボール - 1898年のメジャーリーグベースボール - 1899年のメジャーリーグベースボール

## できごと
ボストン・ビーンイーターズは1877年に初優勝して、これが8度目のリーグ優勝で、19世紀に23シーズンで1/3のシーズンを優勝した。しかし、これ以降20世紀に入ってから1914年に16年ぶりの優勝から次のリーグ優勝は1948年であった。
- ビーンイーターズのエースキッド・ニコルズは31勝を上げて、1890年に20歳でデビューして27勝、その翌年からこの1898年まで1年を除いて30勝以上をマークし1896年からこの年まで3年連続最多勝投手で、1890年代に5度優勝したビーンイーターズに貢献した投手であった。デビューして12年で300勝に達し1906年に引退して通算361勝の記録を残した。これは19世紀の投手としては、パッド・ガルヴィンの365勝に続く2位の記録である。
- ウィリー・キーラーはこの年も打率.385・216安打をマークし、首位打者とリーグ最多安打を2年連続で獲得した。しかし、オリオールズのオーナーであったハリー・ヴァン・ダー・ホーストはブルックリン・スーパーバス（後のドジャース）の経営権をこの年に取得して二球団同時経営に乗り出し、ネッド・ハンロンをブルックリン・スーパーバス監督に指名し、ボルチモア・オリオールズの監督にジョン・マグローを指名して、キーラーはハンロン監督と共に翌年ブルックリン・スーパーバスへ移籍した。
- ナップ・ラジョイは1896年にフィラデルフィア・フィリーズに一塁手として入団し、その年は39試合出場で打率.326を挙げ、3年目の1898年から二塁手となりやがて名手として活躍した。この年は最多打点143と最多二塁打43本を記録し（この当時は打点王は無かった）、やがてコニー・マックに注目されて、3年後にアスレチックスに強引に移籍して、1901年に4割打者で三冠王にもなった（この当時は本塁打王も無く三冠に注目される時代では無かった）。しかしアスレチックスへの強引な移籍がフィリーズを激怒させて裁判沙汰になり、クリーブランドへの契約譲渡で、ラジョイはクリーブランド・ブロンコスに移り、そして球団は名称をラジョイに因んでナップスと改称した。ここからタイガースのタイ・カッブとの首位打者争いを演じることになる。別名ナポレオン・ラジョイとも言われ、史上最高の二塁手とも言われ、タイ・カッブとは対照的に人望の厚かった選手である。

## 最終成績

### ナショナルリーグ
| 順 | チーム                           | 勝利 | 敗戦 | 勝率 | G差  |
| -- | -------------------------------- | ---- | ---- | ---- | ---- |
| 1  | ボストン・ビーンイーターズ       | 102  | 47   | .685 | --   |
| 2  | ボルチモア・オリオールズ         | 96   | 53   | .644 | 6.0  |
| 3  | シンシナティ・レッズ             | 92   | 60   | .605 | 11.5 |
| 4  | シカゴ・オーファンス             | 85   | 65   | .567 | 17.5 |
| 5  | クリーブランド・スパイダーズ     | 81   | 68   | .544 | 21.0 |
| 6  | フィラデルフィア・フィリーズ     | 78   | 71   | .523 | 24.0 |
| 7  | ニューヨーク・ジャイアンツ       | 77   | 73   | .513 | 25.5 |
| 8  | ピッツバーグ・パイレーツ         | 72   | 76   | .486 | 29.5 |
| 9  | ルイビル・カーネルズ             | 70   | 81   | .464 | 33.0 |
| 10 | ブルックリン・ブライドグルームズ | 54   | 91   | .372 | 46.0 |
| 11 | ワシントン・セネタース           | 51   | 101  | .336 | 52.5 |
| 12 | セントルイス・ブラウンズ         | 39   | 111  | .260 | 63.5 |

## 個人タイトル

### ナショナルリーグ
| 項目   | 選手                     | 記録 |
| ------ | ------------------------ | ---- |
| 打率   | ウィリー・キーラー (BLN) | .385 |
| 本塁打 | ジミー・コリンズ (BSN)   | 15   |
| 打点   | ナップ・ラジョイ (PHI)   | 127  |
| 得点   | ジョン・マグロー (BLN)   | 143  |
| 安打   | ウィリー・キーラー (BLN) | 216  |
| 盗塁   | エド・デラハンティ (PHI) | 58   |

| 項目   | 選手                       | 記録  |
| ------ | -------------------------- | ----- |
| 勝利   | キッド・ニコルズ (BSN)     | 31    |
| 防御率 | クラーク・グリフィス (CHC) | 1.88  |
| 奪三振 | サイ・セイモアー (NYG)     | 239   |
| 投球回 | ジャック・テイラー (STL)   | 397.1 |
| セーブ | キッド・ニコルズ (BSN)     | 4     |

## 参考
- 順位表